# Kannadipuzha
El Kannadipuzha es uno de los tributarios principales del río Bharathapuzha, el segundo río más largo en Kerala, en el sur de la India.
El Kannadipuzha proviene de las Annamalai Hills (Colinas Annamalai), en el este del distrito de Palakkad en Kerala. Fluye por las fronteras del sur de la ciudad de Palakkad antes de su conexión con el Bharatapuzha. 
El Kannadipuzha con el Kalpathipuzha y el Gayatripuzha irrigan una gran parte del distrito de Palakkad que es también llamado el cuenco de arroz de Kerala.

## Otros tributarios del Kannadipuzha
- Palar
- Aliyar
- Uppar